# Gare de Flaçà
La gare de Flaçà (en catalan : estació de Flaçà) est une gare ferroviaire espagnole qui appartient à ADIF située sur le territoire de la commune de Flaçà, dans la comarque du Gironès, dans la province de Gérone, en Catalogne. Le bâtiment est inscrit à l'Inventaire du patrimoine architectural de Catalogne.

## Situation ferroviaire
La gare de Flaçà est située au point kilométrique (PK) 46,061 de la ligne Barcelone - Gérone - Portbou dans sa section entre Maçanet-Massanes et Cerbère, entre les gares en service de Sant Jordi Desvalls et de Bordils-Juià. Son altitude est de 39,9 mètres.
La gare de Flaçà possède actuellement deux voies principales (voies 1 et 2), une voie dévié à gauche depuis Portbou (voie 3) et une autre voie à droite (voie 5) qui aboutit sur une voie avec un heurtoir et sur un aiguillage relié aux voies vers Gérone. À côté de la voie 5, il y a deux autres voies aboutissant à un heurtoir (voies 7 et 9), reliées à la voie 5 vers Figueras. La voie 7 traverse l'entrepôt et possède un aiguillage ves Gérone vers la voie 5. 

## Histoire
La gare a été inaugurée le 28 octobre 1877 avec la mise en service du tronçon Gérone - Figueras destiné à relier Barcelone à la frontière française. Les travaux ont été réalisés par la Compañía de los ferrocarriles de Tarragona a Barcelona y Francia ou TBF fondée en 1875. En 1889, TBF accepta de fusionner avec la puissante MZA. Cette fusion fut maintenue jusqu'en 1941, année de la nationalisation du chemin de fer en Espagne entraînant la disparition de toutes les sociétés privées existantes et la création de la RENFE.
Le 23 mars 1887, eut lieu l'inauguration de la ligne à voie étroite (750 mm) du Tramvia del Baix Empordà de Flaçà a Palamós per la Bisbal i Palafrugell, dans le but de transporter du liège. À partir de ce moment la gare de Flaçà constitua un point important dans cette ligne, avec un arrêt obligé de tous les trains dans cette gare car sa situation en fait un nœud des communications avec la comarque du Baix Empordà, avec la Costa Brava, etc.
En 1956, la ligne à voie étroite Gérone - Palamós - Flaçà a été fermée, ce qui fit de la ligne de Barcelone à Cerbère la seule ligne à desservir Flaçà. En 1980, l'ancien bâtiment voyageurs, situé à droite des voies vers Portbou a été démoli. Il possédait un seul étage et était très similaire au bâtiment de la gare de Celrà. La même année, l'ancien hangar marchandises fut également détruit.
Depuis le 31 décembre 2004, Renfe Operadora exploite la ligne, tandis qu’ADIF est propriétaire de toutes les installations ferroviaires. En 2005, la gare va être dotée d'ascenseur et les quais vont être rehaussés. En 2010, les quais vont être montés à la hauteur de 68 cm.
En 2010, la Companyia Nocturna étrenne à Barcelone le montage théâtral "Le Dernier Train" d'Isaac Badia. Une histoire inspirée dans la gare de Flaçà où deux adolescents ne parviennent pas à Flaçà à prendre le dernier train qu'ils voulaient prendre la nuit car ils avaient décidé de s'échapper de leur maison.
En 2016, 315 000 passagers (se répartissant en 164 000 montées et 151 000 descentes) ont transité en gare. Cette même année, le bâtiment a été refait et un auvent a été installé.

## Service des voyageurs

### Accueil
La gare est située dans le centre-ville, le bâtiment voyageurs possède un guichet, des distributeurs automates, de toilettes et elle dispose d'une cafétéria. La gare dispose de deux quais, qui bordes les voies 1, 2 et 3 reliées par un passage souterrain auquel on accède par des escaliers et des ascenseurs. Il y a également un passage à niveau à côté de la gare.

### Desserte
La gare de Flaçà est desservie par les trains régionaux de la ligne R11 de Rodalies de Catalunya et les trains de la ligne RG1 de la Rodalia de Gérone. Certains régionales (Media Distancia) ne s'arrêtent ni à Bordils-Juià ni à Celrà faisant de Flaçà l'arrêt situé avant ou après Gérone. Ces mêmes Media Distancia ne s'arrêtent également pas entre Flaçà et Figueras faisant de cette gare l'arrêt avant ou après Figueras selon la direction.
Rodalia de Gérone : le Pla de Transport de Catalunya 2008-2012 prévoyait la création d'un réseau de trains de banlieue de Gérone, c'est une des gares où s'arrêtent les Rodalies de Gérone,.

### Intermodalité
Dans la rue Comerç, à la limite de la place de l'Estació, il y a un arrêt de bus desservie par les bus des lignes 5, 11 et 41 de Moventis Sarfa.
TramGavarres : service de tramway, qui tirerait parti du tronçon existant entre Riudellots et Flaçà pour créer un anneau ferroviaire reliant le centre des comarques de Gérone à la Costa Brava, est un autre projet de service ferroviaire susceptible d’affecter cette gare.

## Service des marchandises
La Chambre de commerce a rendu public un document qui prône que le by-pass de marchandises qui doit se réaliser à la gare de Gérone comprenne les gares de Celrà, Bordils-Juià et Flaçà pour éviter la saturation quand le système de Rodalia fut mis en service. Initialement la nouvelle branche de marchandises devait se finir à Celrà.

## Patrimoine ferroviaire
Le bâtiment correspond au même modèle que beaucoup des gares de cette ligne, avec un bâtiment de voyageurs et un quai pour les marchandises. Le bâtiment est un exemple de bâtiments qui ont remplacé les  gares originales par des constructions plus fonctionnelles que les anciennes gares. C'est un bâtiment d'un étage rectangulaire recouvert de tuile plate fait de briques. Le bâtiment possède un auvent du côté des quais soutenu par des piliers,. En fait, jadis les deux parties du bâtiment étaient séparés. Les installations de Flaçà compte un ancien réservoir d'eau pour les locomotives à vapeur et une grue hors service dans la zone de fret. 

Images de la gare
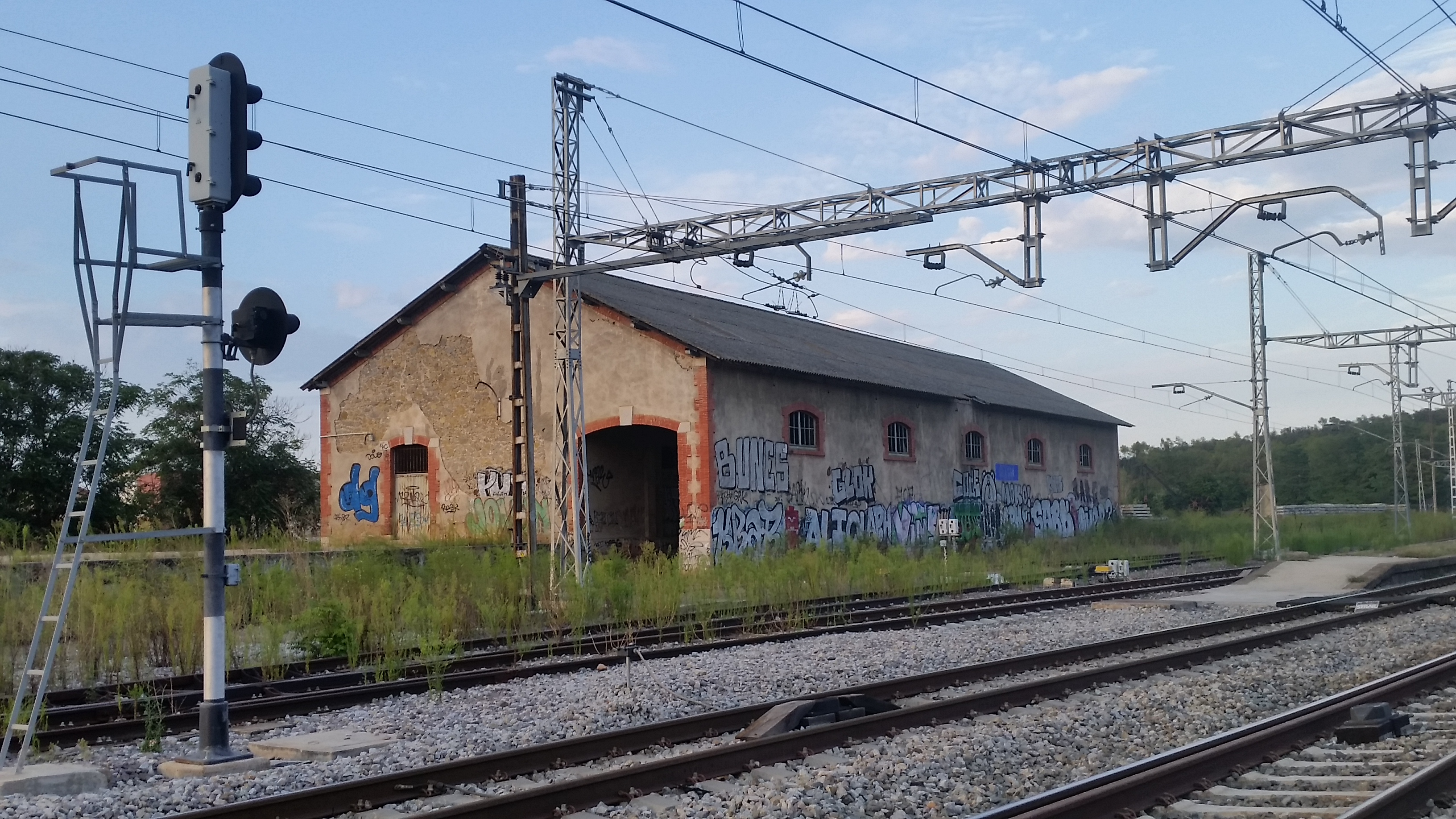
Ancienne halle aux marchandises de la gare de Flaçà
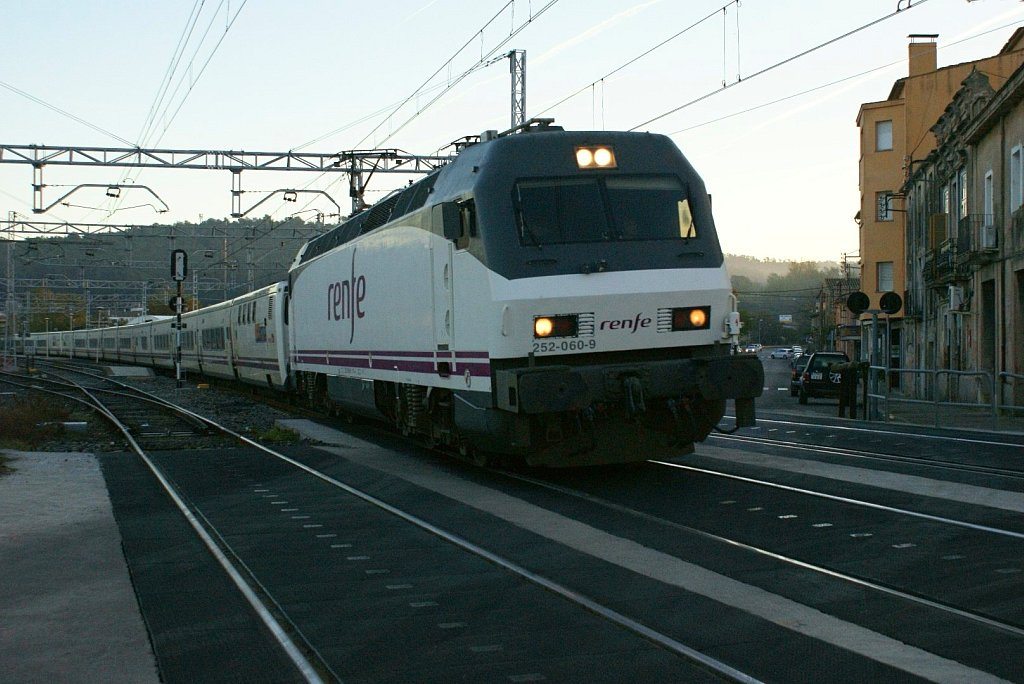
TrenHotel en gare de Flaçà
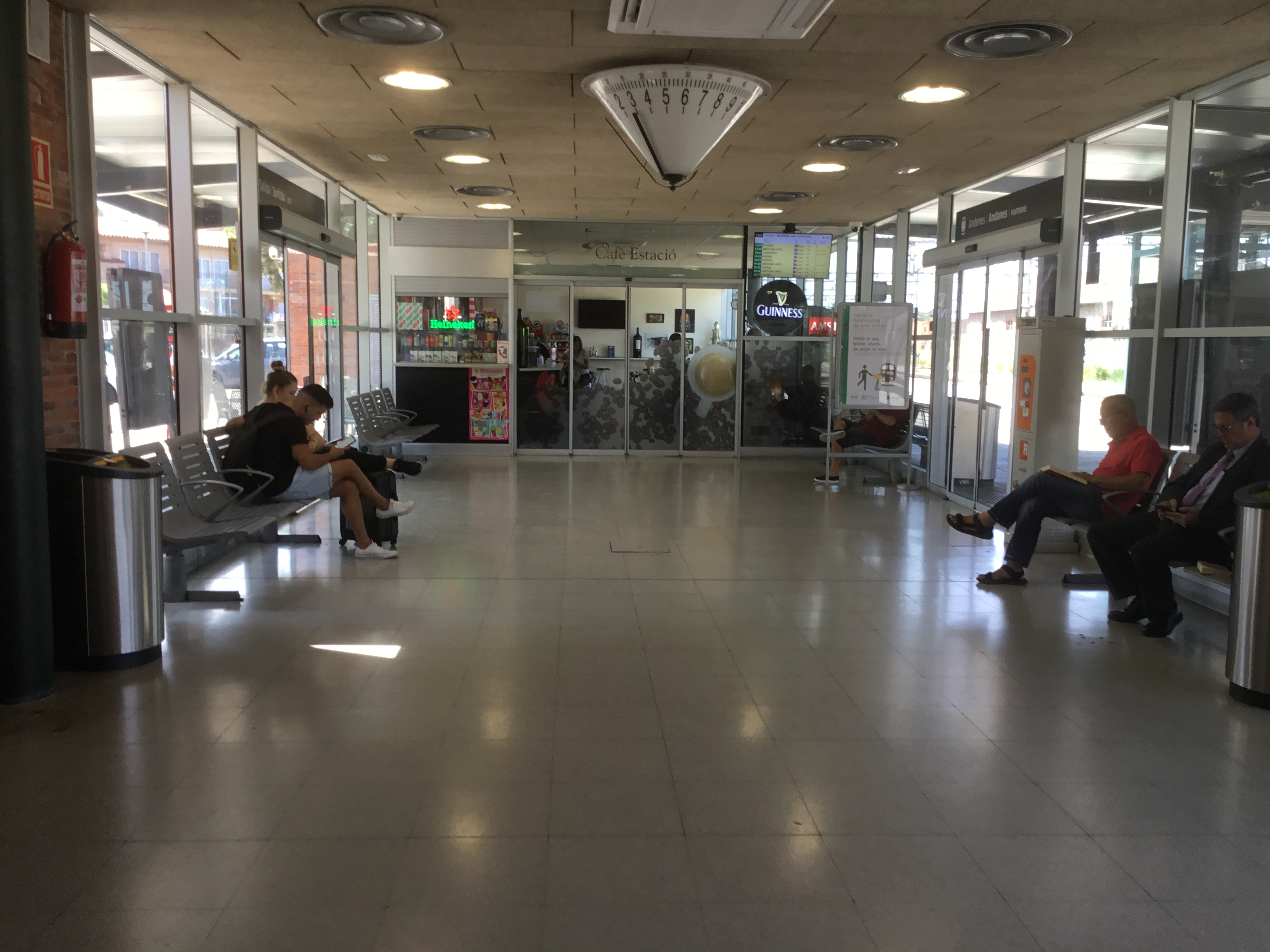
Intérieur du bâtiment de la gare de Flaçà